# Eurychilinoidea
De Eurychilinoidea zijn een superfamilie van uitgestorven kreeftachtigen uit de klasse van de Ostracoda (mosselkreeftjes).

## Families
- Eurychilinidae †
- Oepikellidae Jaanusson, 1957 †
- Oepikiidae Jaanusson, 1957 †